# Manduca perplexa
Manduca perplexa är en fjärilsart som beskrevs av Rothschild och Jordan 1910. Manduca perplexa ingår i släktet Manduca och familjen svärmare. Inga underarter finns listade i Catalogue of Life.